# Here We Come the (3→)4 Sounds
『Here We Come the (3→)4 Sounds』（ヒア・ウィ・カム・ザ・フォー・サウンズ）は1985年にリリースされた、甲斐バンド2作目のベスト・アルバム。そして、1986年に発表された初の映画作品（3作目の映像作品）のタイトルでもある。正式タイトルは『(3→)』ではなく『3』に『/』が入る。
映像作品の表記は『Here We Come the 4 Sounds』である。

## ベスト盤『Here We Come the (3→)4 Sounds』
シングル「HERO（ヒーローになる時、それは今）」以降にリリースされた作品からのベスト盤。「HERO（ヒーローになる時、それは今）」のみ、『甲斐バンド・ストーリー』とかぶっている。
シングル「安奈」や「ビューティフル・エネルギー」、12インチヴァージョンの「破れたハートを売り物に」などアルバム初収録となった曲もある。
LP盤・CD盤・カセット盤の3形態で発表されたが、カセット盤は収録曲が2曲多く（「感触（タッチ）」・「港からやってきた女」）、曲順も若干異なっていた。

## 収録曲
- 全作詞・作曲：甲斐よしひろ（特記以外）

### LP盤／CD盤
Side-A
1. 安奈
編曲：甲斐バンド、ストリングスアレンジ：石川鷹彦
2. 漂泊者（アウトロー）
編曲：甲斐バンド・星勝
3. HERO（ヒーローになる時、それは今）
編曲：甲斐よしひろ、ストリングス・ホーンアレンジ：瀬尾一三
4. 地下室のメロディー
編曲：甲斐バンド・星勝
5. ビューティフル・エネルギー
作曲：松藤英男、編曲：甲斐バンド・椎名和夫
6. 破れたハートを売り物に
編曲：椎名和夫・甲斐よしひろ

Side-B
1. 街灯
編曲：甲斐バンド・星勝
2. BLUE LETTER
編曲：後藤次利
3. シーズン
編曲：甲斐バンド・井上鑑
4. 観覧車'82
編曲：甲斐バンド・椎名和夫
5. マッスル
編曲：甲斐バンド・椎名和夫
6. フェアリー（完全犯罪）
編曲：チト河内

## 収録曲（CT盤）
Side-A
1. 安奈
2. 漂泊者（アウトロー）
3. HERO（ヒーローになる時、それは今）
4. 地下室のメロディー
5. ビューティフル・エネルギー
6. 感触（タッチ）
編曲：甲斐よしひろ、ストリングス・ホーンアレンジ：瀬尾一三
7. 港からやってきた女
編曲：甲斐バンド、ストリングスアレンジ：椎名和夫

Side-B
1. 街灯
2. BLUE LETTER
3. シーズン
4. 観覧車'82
5. マッスル
6. フェアリー（完全犯罪）
7. 破れたハートを売り物に

## 映画『HERE WE COME THE 4 SOUNDS』
1986年、『THE KAI BAND MOVIE HERE WE COME THE 4 SOUNDS』と題された、甲斐バンドのファイナル・コンサート・ツアー『PARTY』と、黒澤フィルムスタジオでの『SPECIAL LAST NIGHT（シークレット・ギグ）』の模様をまとめた、ドキュメンタリー音楽映画が制作された。
ファイナル・ツアーの大阪城ホールでの模様を中心に構成されており、随所にはステージ裏の様子や、甲斐へのインタビューが盛り込まれている。
黒澤フィルムスタジオではゲストとして中島みゆきや吉川晃司が出演している。
日本で初めてドルビーサラウンド・システムを導入した音楽映画作品でもある。撮影監督は、過去8年間甲斐バンドを撮り続けてきた井出情児が担当した。

### 収録曲
- 全作詞・作曲：甲斐よしひろ（特記以外）

1. レイニー・ドライヴ
作詞：松尾清憲、作曲：松藤英男
2. ナイト・ウェイブ
3. フェアリー（完全犯罪）
4. きんぽうげ
作詞：長岡和弘、作曲：松藤英男・甲斐よしひろ
5. 感触（タッチ）
6. 裏切りの街角
7. かりそめのスウィング
8. テレフォン・ノイローゼ
9. ランデヴー
10. 冷血（コールド・ブラッド）
11. 翼あるもの
12. 漂泊者（アウトロー）
13. 港からやって来た女
14. 観覧車'82
15. ラヴ・マイナス・ゼロ
16. 破れたハートを売り物に